# Семёнково (Сергиево-Посадский городской округ)
Семёнково — деревня в Сергиево-Посадском районе Московской области России, входит в состав городского поселения Краснозаводск.

## Население
| 1859 | 1895 | 1905 | 1926 | 2002  | 2006  | 2010 |
| ---- | ---- | ---- | ---- | ----- | ----- | ---- |
| 79   | ↗80  | ↗96  | ↗128 | ↗1159 | ↘1151 | ↘960 |

## География
Деревня Семёнково расположена на севере Московской области, в восточной части Сергиево-Посадского района, примерно в 68 км к северу от Московской кольцевой автодороги и 15,5 км к северо-востоку от станции Сергиев Посад Ярославского направления Московской железной дороги.
В 4,5 км восточнее деревни проходит Ярославское шоссе М8, в 8 км к юго-западу — Московское большое кольцо А108, в 38 км к западу — автодорога Р112. Ближайшие населённые пункты — город Краснозаводск и деревня Игнатьево.
В деревне десять микрорайонов. Связана автобусным сообщением с городами Краснозаводском и Сергиевым Посадом (маршруты № 26).

## История
В «Списке населённых мест» 1862 года — казённая деревня 2-го стана Александровского уезда Владимирской губернии по левую сторону Ярославского шоссе от границы Дмитровского уезда к Переяславскому, в 33 верстах от уездного города и 29 верстах от становой квартиры, при прудах, с 12 дворами и 79 жителями (29 мужчин, 50 женщин).
По данным на 1895 год — деревня Рогачёвской волости Александровского уезда с 80 жителями (42 мужчины, 38 женщин). Основным промыслом населения являлось хлебопашество, в зимнее время женщины и подростки занимались размоткой шёлка и клеением гильз, 15 человек уезжали в качестве рабочих на отхожий промысел на фабрики и заводы Александровского уезда.
По материалам Всесоюзной переписи населения 1926 года — деревня Рогачёвского сельсовета Рогачёвской волости Сергиевского уезда Московской губернии в 1,6 км от Ярославского шоссе и 18,1 км от станции Сергиево Северной железной дороги; проживало 128 человек (53 мужчины, 75 женщин), насчитывалось 23 хозяйства (22 крестьянских).
С 1929 года — населённый пункт Московской области в составе:
- Сватковского сельсовета Сергиевского района (1929—1930)[14],
- Сватковского сельсовета Загорского района (1930—1954)[15],
- Наугольновского сельсовета Загорского района (1954—1963, 1965—1991)[15][16][17],
- Наугольновского сельсовета Мытищинского укрупнённого сельского района (1963—1965)[16],
- Наугольновского сельсовета Сергиево-Посадского района (1991—1994)[17],
- Наугольновского сельского округа Сергиево-Посадского района (1994—2006)[18],
- городского поселения Краснозаводск Сергиево-Посадского района (2006 — н. в.)[19][20].